# Сан Лоренцо Изонтино
Сан Лорѐнцо Изонтѝно (на италиански: San Lorenzo Isontino; на фриулски: San Lurinç Lisuntin, Сан Луринч Лизунтин) е село и община в Северна Италия, провинция Гориция, автономен регион Фриули-Венеция Джулия. Разположено е на 54 m надморска височина. Населението на общината е 1558 души (към 2010 г.).